# امل سلیمان عفیفی
امل سلیمان عفیفی نخستین زن مسلمان است که توانسته‌است عاقد ازدواج باشد. کسب اجازهٔ عاقدی خالی از مخالفت و اتهام بدعت‌آوری شرعی و عرفی نبود. پس از چندی کشمکش با رأی دادگاه خانواده در زقایق استان شرقیه مصر و سپس با موافقت افرادی چون مفتی اعظم مصر و صدور جواز از سوی وی، عفیفی عنوان قاضی شرع یا عقدکنندهٔ نکاح را در سال ۲۰۰۸  کسب کرد. . 

## زندگی
امل سلیمان عفیفی ۳۲ ساله که اهل روستایی در مصر است، در سال ۱۹۹۸ از دانشگاه الزقایق لیسانس حقوق گرفت. سپس در سال ۲۰۰۵ در رشته قانون و جنایی ادامه تحصیل داد. سالها بعد، با تاثیر گرفتن از عموی همسرش که عاقد بود، به این کار علاقه‌مند شد. در ابتدا برخوردها چندان مساعد نبود و مأموران محکمه روی خوشی نشان ندادند و بعضاً از تحویل گرفتن مدارک تحصیلی وی ابا کردند. سرانجام با گرفتن رأی دادگاه و نظر مساعد مفتی اعظم مصر اجازه در سال ۲۰۰۸ صادر شد. مفتی اعظم مصر در باب این قضیه گفت «زن می‌تواند وکیل خودش و وکیل کس دیگری شود، در صورتی که زن وکیل خودش و کس دیگری شده می‌تواند، بعد از اجازه قاضی عقدکننده نکاح نیز باشد. به غیر از امامت، زن می‌تواند تمام کارها را انجام دهد.»  عفیفی استقبال اهالی را از خودش چون استقبال از یک قهرمان دانسته‌است و هم‌اکنون خیال تأسیس دفتر و نوشتن رسالهٔ دکترا در شریعت اسلامی دارد..
او دلیل علاقه به کار را هم‌صحبتی و گره‌گشایی از کار زنان (خصوصاً روستایی) چه هنگام نکاح و چه هنگام طلاق دانسته‌است. به اعتقاد وی زن بودن عاقد کار را آسان‌تر می‌کند؛ او می‌تواند از موافقت راستین زنان برای ازدواج اطمینان حاصل کند، و آنها از بیان مشکلات کمتر احساس شرم می‌کنند و این حتی به کم‌کردن آمار طلاق تواند انجامید.